# Manfred Becher
Manfred Becher (* 4. März 1939 in Gräfenwarth) ist ein ehemaliger deutscher Politiker und Funktionär der DDR-Blockpartei DBD. 

## Leben
Becher war der Sohn eines Landwirts. Im Jahr 1960 trat er der DBD bei und wurde 1962 staatlich geprüfter Landwirt. 1968 wurde er Vorsitzender der LPG (T) Deutsch-Sowjetische-Freundschaft in Dobareuth. Nach einem Fernstudium wurde er Diplom-Landwirt. 1985 wurde er zum Vorsitzenden der DBD im Kreis Schleiz gewählt. Von 1971 bis 1990 war Becher Mitglied der Volkskammer der DDR.